# 광안역
광안(박원욱병원)역(Gwangan(Park Weon-Wook Hospital)Station, 廣安驛)은 부산광역시 수영구 광안동에 있는 부산 도시철도 2호선의 지하철역이다. 심야에 1편성이 주박한다.

## 특징
약 870m 떨어진 곳에 광안리 해수욕장이 있으며, 전동차 내 안내방송에서도 이에 대해 언급한다. 전동차 내 안내방송에서 언급할 때 파도 소리와 갈매기 소리를 곁들여 송출하고 있다. 야간 막차에는 장산발 광안행 열차가 1편성 운행한다.

## 역사
- 2002년 1월 16일 : 부산 도시철도 2호선 개통과 함께 영업 개시
- 2002년 8월 29일 : 장산역까지 연장 개통과 함께 중간역이 됨(막차 당역 종착을 광안행으로 운행)

## 역 구조
2면 2선의 상대식 승강장이 있는 지하역이며, 스크린도어가 설치되어 있다.
- 반대편횡단: 가능

### 승강장
| 수영 ↑   |
| \| 상    |
| ↓ 금련산 |

| 상행 | ● 부산 도시철도 2호선 | 수영·해운대·중동·장산 방면                   |
| 하행 | ● 부산 도시철도 2호선 | 서면·사상·덕천·호포·양산 방면 막차 당역 종착 |

이 역과 수영역 사이에 회차선과 차량 유치선이 설치되어 있으며, 광안역에서 장산행 열차를 타고 가다 보면 회차선 통과 직후 오른쪽으로 선로 하나가 분기되어 아래로 내려가는데 이 선로는 3호선과의 연결 선로로 부산 3호선 전동차가 호포차량기지로 중검수를 받으러 갈 때 사용한다.

## 역 주변
- 광안새시장
- 수영구 보건소
- 광안동 우체국
- 광안리해수욕장
- 광안초등학교
- 광안2동 행정복지센터
- 박원욱병원
- 부산 자모병원
- 광안4동 파출소
- 광안역 세종 엠스테이

## 승차량 변동
이용률이 지속적으로 증가하면서, 2015년 하루 평균 이용객이 10000명을 넘어섰다.
| 역 노선 | 승차 인원 | 승차 인원 | 승차 인원 | 승차 인원 | 승차 인원 | 승차 인원 | 승차 인원 | 승차 인원 | 승차 인원 | 승차 인원 | 승차 인원 | 승차 인원 | 승차 인원 | 승차 인원 | 주 석 |
| 역 노선 | 2002년    | 2003년    | 2004년    | 2005년    | 2006년    | 2007년    | 2008년    | 2009년    | 2010년    | 2011년    | 2012년    | 2013년    | 2014년    | 2015년    | 주 석 |
| ------- | --------- | --------- | --------- | --------- | --------- | --------- | --------- | --------- | --------- | --------- | --------- | --------- | --------- | --------- | ----- |
| 2호선   | 6511      | 5072      | 5153      | 5251      | 5530      | 5794      | 6404      | 6778      | 7295      | 7881      | 8503      | 9124      | 9566      | 10340     | [ 1 ] |

## 사진

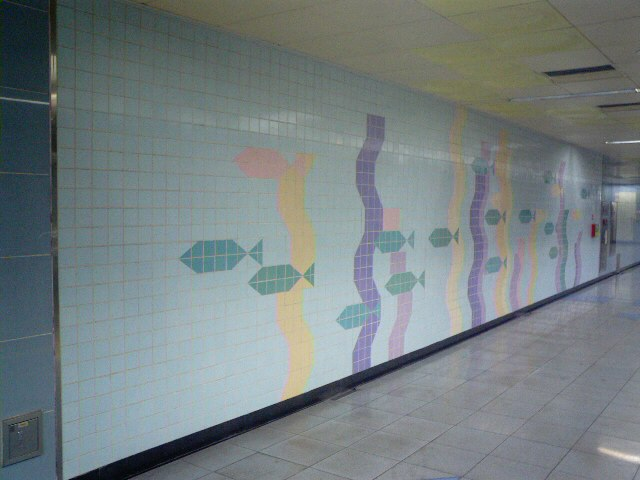
벽화
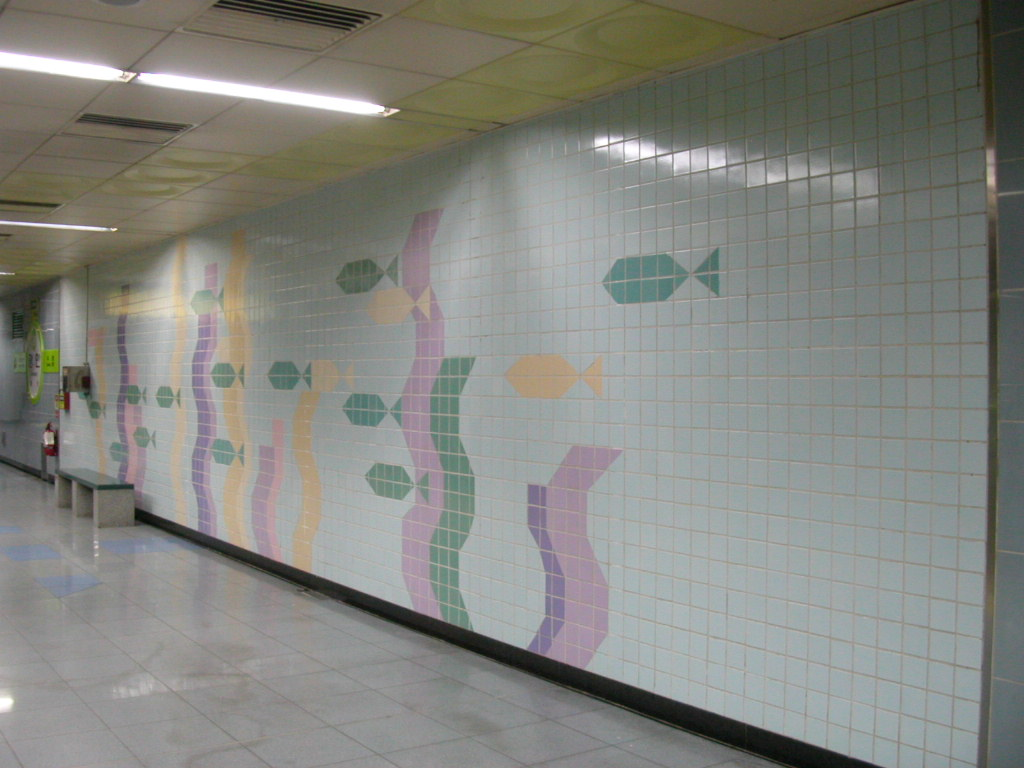

## 인접한 역
| 부산 도시철도 2호선 | 부산 도시철도 2호선   | 부산 도시철도 2호선  |
| ------------------- | --------------------- | -------------------- |
| 208 수영 장산 방면  | ● 부산 도시철도 2호선 | 210 금련산 양산 방면 |